# Баталін Борис Сергійович
Борис Сергійович Баталін (2 липня 1942, місто Борисоглєбськ, тепер Воронезької області, Російська Федерація) — радянський діяч, секретар парткому Прибалтійського суднобудівного заводу «Янтарь» міста Калінінграда. Член ЦК КПРС у 1990—1991 роках.

## Життєпис
У 1960 році закінчив Сімферопольський автодорожній технікум.
У 1960—1961 роках — контролер складальної дільниці авторемонтного заводу в місті Сімферополі.
З 1961 по 1964 рік служив у Радянській армії.
Член КПРС з 1963 року.
У 1964—1968 роках — студент Севастопольського приладобудівного інституту.
У 1968—1972 роках — інженер-налаштувальник, у 1972—1981 роках — начальник дільниці цеху № 1 Ризького виробничого об'єднання «Ера» в місті Калінінграді.
У 1981—1991 роках — секретар партійного комітету (парткому) Прибалтійського суднобудівного заводу «Янтарь» міста Калінінграда.
Подальша доля невідома.